# Биньон, Хелен
Хелен Франческа Мэри Биньон (9 декабря 1904 — 22 ноября 1979) — британская художница, писательница и кукловод.

## Биография
Биньон родилась 9 декабря 1904 года в Лондоне. Получила образование в женской школе Святого Павла. Затем училась в Королевском колледже искусств. Проведя некоторое время в «Академии де ла Гранд Шомьер» в Париже, Биньон изучал гравюру в Центральной школе искусств и ремёсел с 1928 по 1930 год. Вскоре после этого у неё была совместная выставка с Боуденом и Равилиусом в галерее Редферн в Лондоне. На протяжении всей своей жизни Биньон оставалась близкой к своей группе сверстников RCA .
Между 1931 и 1938 годами Биньон преподавал неполный рабочий день в Истборнском колледже искусств, а также в Коллегиальной школе Северного Лондона. Вместе со своей сестрой-близнецом Маргарет Биньон основала передвижной кукольный театр «Jiminy Puppets». В 1938 году сёстры исполнили одноактную пьесу «Старая Испания» дважды в вечер в театре Ноттинг-Хилл в Лондоне . Также в 1938 году Биньон работала в издательстве «Роберт Гиббингс», где создавала иллюстрации для серии «Penguin Illustrated Classics».
Во время Второй мировой войны Биньон работала в Адмиралтействе, рисуя гидрографические карты, также служила в службе скорой помощи. После войны Биньон преподавала в Художественной школе Уиллесдена, а затем в Академии художеств Бата с 1949 по 1965 год.
Персональная выставка её акварелей состоялась в галерее Графтон в 1979 году. Интерес Биньон к кукольному искусству сохранялся на протяжении всей её жизни, и она написала две книги на эту тему, в том числе обзор профессионального кукольного искусства 1971 года. Написала первый том о Равилиусе и проиллюстрировала несколько других книг, в том числе пьесу своего отца «Краткие свечи» и серию книг, написанных её сестрой Маргарет Биньон.
Её детские книжные иллюстрации часто были выполнены пером и тушью, но она также делала гравюры. Была членом Общества резчиков по дереву.